# Paraphysa parvula
Paraphysa parvula är en spindelart som först beskrevs av Pocock 1903.  Paraphysa parvula ingår i släktet Paraphysa och familjen fågelspindlar. Inga underarter finns listade i Catalogue of Life.